# Hiroko Kasahara
Hiroko Kasahara (笠原 弘子 Kasahara Hiroko; Tokio, 19 de febrero de 1970) es una seiyū y cantante japonesa. Es reconocida, entre otros trabajos, por interpretar a Fū Hōōji en Magic Knight Rayearth. Trabaja para Komadori Group.

## Roles interpretados

### Series de Anime
- Bikkuriman 2000 como Sutairisu-to
- Calimero (1992) como Rosita
- DNA² como Ami Kurimoto
- Full Moon o Sagashite como Hazuki Kouyama
- Hyakko como Oniyuri Kageyama
- Irresponsable Capitán Taylor como Azalyn
- Kyūketsuhime como Miho Arisawa
- Magic Knight Rayearth como Fū Hōōji
- Mushishi como la madre de Maho
- Oniisama e... como Nanako Misono
- Rurouni Kenshin como Sayo Muto (Santa Magdalia)
- Sorcerer Hunters como Sanchuu
- Street Fighter II-V como Rinko
- Tsubasa: RESERVoir CHRoNiCLE como Amaterasu
- Twin Spica como Kyōko Kamogawa
- Vampire Knight Guilty como la madre de Senri Shiki
- Weiß Kreuz como Sakura Tomoe
- Yamato Nadeshiko Shichi Henge como la madre de Sunako Nakahara
- Yami to Bōshi to Hon no Tabibito como Mariel-hime y Mau
- Yu-Gi-Oh! GX como Rose-hime

### OVAs
- Bubblegum Crisis como Cynthia
- DNA² como Ami Kurimoto
- Final Fantasy V: La Leyenda de los Cristales como la Reina Lena
- Handsome na Kanojo como Aya Sawaki
- Irresponsable Capitán Taylor como Azalyn
- Magic Knight Rayearth como Fū Hōōji
- Macross II: Lovers Again como Ishtar

### Películas
- Little Nemo: Adventures in Slumberland como la Princesa Camille

### Videojuegos
- Koudelka como Koudelka
- Magic Knight Rayearth como Fū Hōōji
- Shadow Hearts como Koudelka
- Tengai Makyō: Daiyon no Mokushiroku como Yuno

### CD Drama
- Dragon Quest I como la Princesa Laura

## Música
- Interpretó para la serie Patlabor el segundo opening: Condition Green-Kinkyū Hasshin.[3]
- Para el OVA Rurouni Kenshin: Seisōhen cantó el ending: Itoshisa no Kate.[4]
- Cantó para la segunda temporada de Magic Knight Rayearth los temas Soyokaze no Sonatine y Zutto.
- Interpretó el opening y el ending de la serie Los cielos azules de Romeo: Sora e... y Si Si Ciao -Romana no Oka de-.[5]
- En la serie de Ovas Macross II: "Lovers Again" interpretó los temas: "Yakusoku" y "Mou Ichido Love You" que fueron parte del soundtrack.